# Корнилов, Павел Денисович
Павел Денисович Корнилов (29 мая (11 июня) 1912 года, посёлок Амур (сейчас — Днепр), Екатеринославская губерния, Российская Империя — 22 июля 1946 года, Москва СССР) — советский футболист, левый крайний нападающий.

## Карьера

### Игрок
Начал играть в 1927 году в Днепропетровске в юношеской команде, затем в команде завода им. К. Е. Ворошилова (1929-31). В «Динамо» (Днепропетровск) (1932-36, 1937 (с августа)), «Динамо» (Одесса) — 1937 (по август), «Динамо» (Киев) — 1938 (по август), «Спартаке» Москва — 1938 (с сентября) — 1941 (по июль), 1942 (с августа), «Зените» (Москва) — 1941 (август-сентябрь), 1943. «Пищевике» (Одесса) — 1945, «Пищевике» (Москва) — 1946. В высшей лиге чемпионата СССР с учётом неоконченного первенства 1941 года провел 75 матчей и забил 45 мячей. В ходе одного первенства СССР 1937 года оформил два гостевых хет-трика (Харьков, Одесса). Стал первым игроком, в карьере которого значится и киевское «Динамо» и московский «Спартак». Игрок сборных Днепропетровска (1933—1936), Киева (1938), Москвы (1939—1940).

### Тренер
Был главным тренером «Дзержинца» (Нижний Тагил) с августа 1943 по 1944 год.
Скончался 22 июля 1946 года в Москве, от последствий тяжелой травмы головы, полученной вне футбольного поля.

## Достижения
- Чемпион СССР 1938, 1939 годов
- 3-й призёр чемпионата СССР 1940 года
- Обладатель Кубка СССР 1939 года
- В списке «55 лучших футболистов СССР» — № 3 (1938)